# Mohamed Alaoui Ismaili
Mohamed Alaoui Ismaili (ur. 18 lutego 1981) – marokański trener piłkarski.

## Kariera trenerska
Mohamed Alaoui Ismaili zaczynał swoją pracę na stanowisku trenera w Renaissance Zemamra. W tym zespole zadebiutował 5 grudnia 2020 roku, w meczu przeciwko Renaissance Berkane, przegranym 0:2. Zakończył pracę 5 stycznia 2021 roku, dwa dni po porażce z Rają Beni Mellal w pucharze kraju. Łącznie rozegrał tam 6 meczów. 4 marca 2021 roku powrócił do Zemamry. Ponowny debiut zaliczył tam 13 marca 2021 roku w meczu przeciwko OC Safi, przegranym 1:2. Do 16 maja 2021 roku rozegrał 9 meczów.